# دونالد دبليو. تينكل
دونالد دبليو. تينكل (بالإنجليزية: Donald W. Tinkle)‏ هو عالم زواحف أمريكي، ولد في 3 ديسمبر 1930 في دالاس في الولايات المتحدة، وتوفي في 21 فبراير 1980 في ميشيغان في الولايات المتحدة.